# Rudine (Nikšić)
Pour les articles homonymes, voir Rudine.
Rudine (en serbe cyrillique: Рудине) est un village de l'ouest du Monténégro, dans la municipalité de Nikšić.

## Démographie

### Évolution historique de la population[1]
| 1948 | 1953 | 1961 | 1971 | 1981 | 1991 | 2003 |
| ---- | ---- | ---- | ---- | ---- | ---- | ---- |
| 385  | 562  | 241  | 212  | 142  | 125  | 60   |